# Brzanka sumatrzańska
Brzanka sumatrzańska (Puntigrus tetrazona) – gatunek słodkowodnej ryby karpiokształtnej z rodziny karpiowatych (Cyprinidae).

## Taksonomia i nazewnictwo polskie

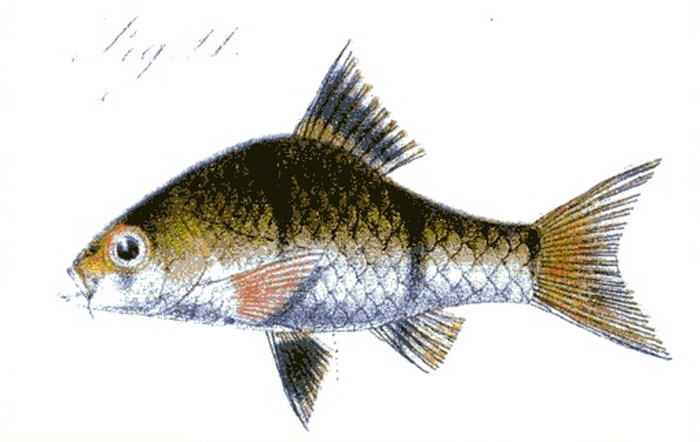
Rysunek z oryginalnego opisu Bleekera z 1855 roku

Gatunek opisany naukowo przez Pietera Bleekera w 1855 roku z Palembang (Sumatra Południowa), pod nazwą Capoeta tetrazona. W późniejszych pracach z 1860 roku Bleeker, z nieznanych powodów, użył dla tego gatunku nazw Systomus (Capoeta) sumatranus i Systomus (Capoeta) sumatrensis – obydwie zostały uznane przez późniejszych autorów za nazwy synonimiczne. W kolejnych latach gatunek był przenoszony do rodzajów: Puntius, Systomus oraz Puntigrus. W polskiej literaturze, najpierw w czasopiśmie Akwarium, został opisany pod nazwą zwyczajową brzanka z Sumatry, a następnie brzanka sumatrzańska (jako Puntius tetrazona tetrazona i Barbus tetrazona tetrazona).

## Opis
WystępowanieBorneo i Sumatra.
WielkośćDo 6 cm długości.
WyglądBoki ciała błyszczące, o żółtawozłocistym kolorze. Znajdują się na nich 4 pionowe, czarne pasy. W opisie gatunku Bleeker określił barwę płetw grzbietowej i brzusznych jako prawie całe czarne, z czerwoną podstawą i czerwono obrzeżone; pozostałe płetwy czerwone (łac.„pinnis dorsali et ventrali totis fere nigris basi tanturu rubris et rubro marginatis; pinnis ceteris pulchre rubris”). W czasie odpoczynku ryby pochylają ciało pyskiem do dołu.

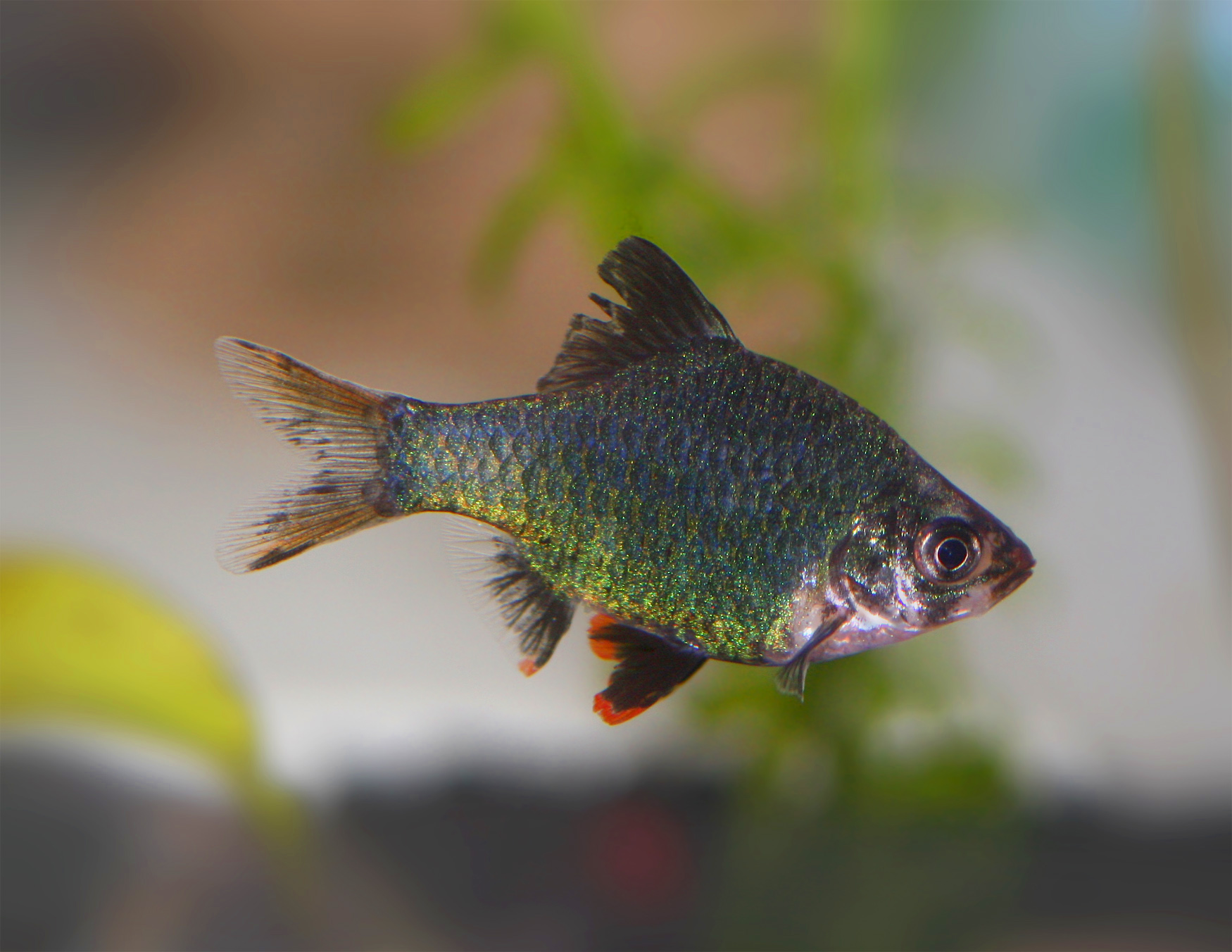
Odmiana o zielonych łuskach

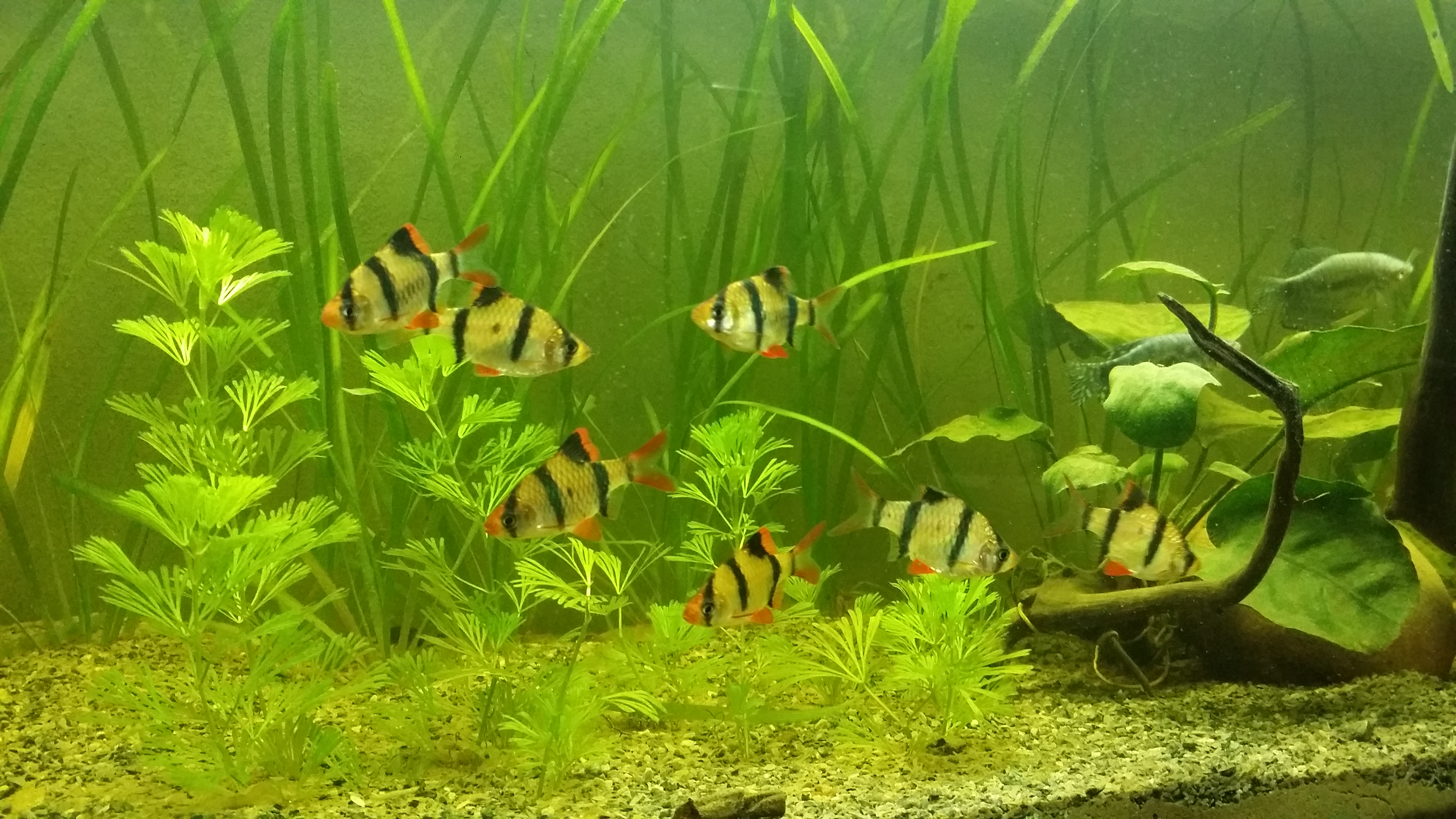
Mała ławica w akwarium

HodowlaBrzanki nie są rybami trudnymi w hodowli, dlatego często polecane są początkującym akwarystom. Optimum termiczne to 20–26 °C, twardość wody powinna wynosić 2–10°n, pH 6,0–7,0. Akwarium powinno być spore – ryby powinny mieć swobodną przestrzeń do pływania, co najmniej 80x30x30 cm toni wodnej. W pozostałej części może być zarośnięte roślinami lub może być pozbawione roślin i przypominać biotop czarnych wód Sumatry. Brzanki są rybami stadnymi, towarzyskimi i ruchliwymi. Nie należy ich hodować wraz z rybami o długich i delikatnych płetwach.
RozmnażanieRyba jajorodna. Samce są smuklejsze od samic, a czubek pyska i płetwy bardziej zaczerwienione. Brzanki należą do ryb rozrzucających ikrę. Rozmnażanie przeprowadza się w akwarium tarliskowym z dużą ilością roślin i miękką wodą, w temperaturze ok. 26 °C. Po tarle rodziców należy odłowić, ponieważ mogą zjadać ikrę (można zastosować siatkę osłaniającą dno zbiornika). Młode wykluwają się po 2–3 dniach. Należy je karmić pierwotniakami i drobnym planktonem.
PokarmRureczniki, wazonkowce, oczliki, sałata, pokarmy firmowe.

## Krytyka akwarystyczna
W źródłach internetowych sygnalizowane jest możliwe pomylenie w literaturze akwarystycznej gatunków P. tetrazona z P. anchisporus.